# Willame Belfort
Willame Belfort (São Luís, 03 de maio de 1997) é um poeta, escritor, pianista e compositor brasileiro, com obras musicais já executadas em outros estados brasileiros e no exterior. Destaque em revistas literárias e jornais que o consolidam como uma das vozes contemporâneas da poesia e música erudita brasileira, é membro imortal na Academia de Artes, Ciências e Letras do Brasil , e correspondente na Academia Zedoquense de Letras. Fruto da Escola de Música do Estado do Maranhão "Lilah Lisboa de Araújo", possui inúmeros trabalhos com artistas nacionais e internacionais do cenário da música clássica, além de prêmios e honrarias no campo acadêmico, literário, artístico e social.

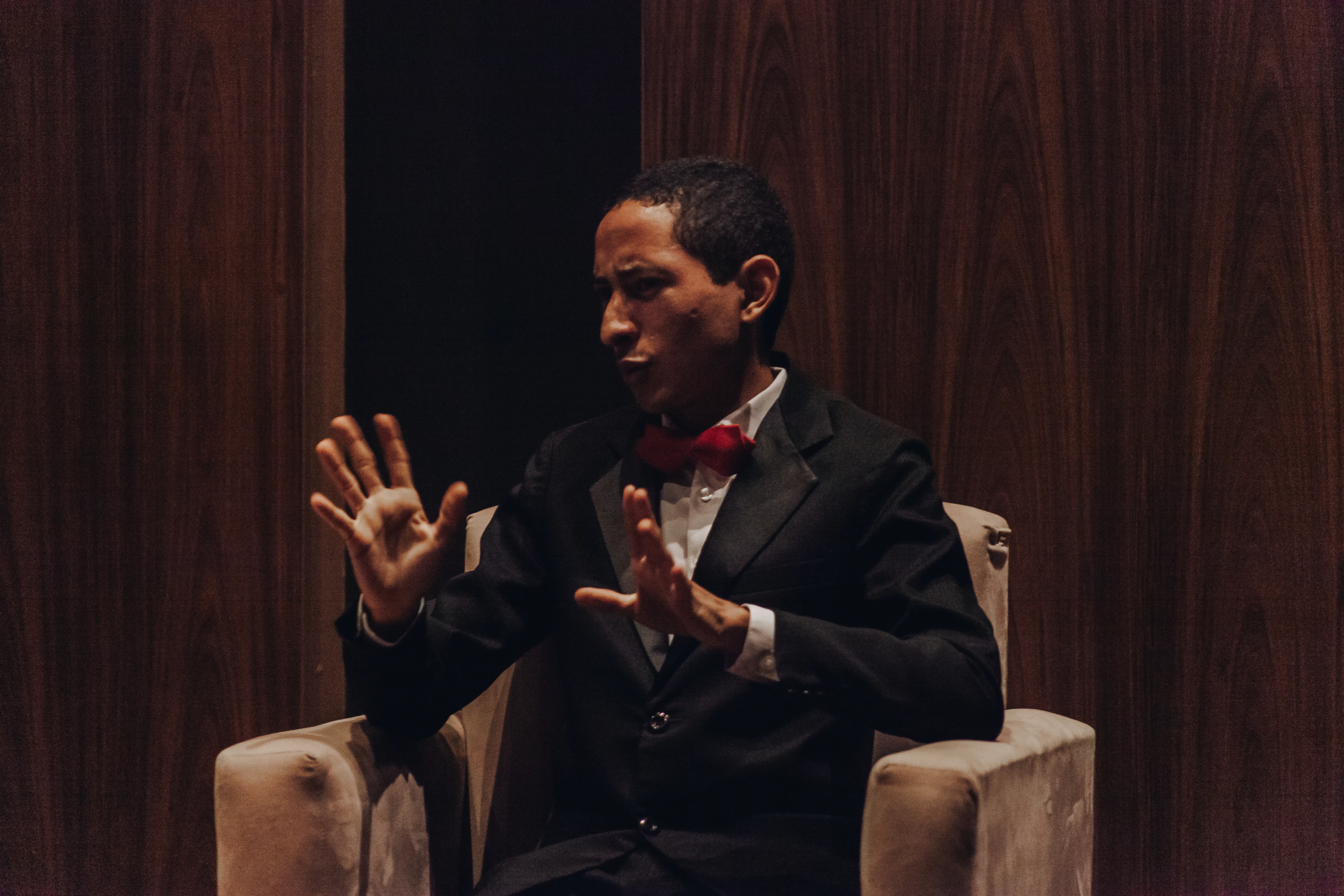
Escritor Willame Belfort durante entrevista

## Sua relação com as artes[18]
Desde cedo mostrou talento para várias habilidades. Iniciou seus estudos musicais como autodidata, em 2010, em teclas desenhas por ele em uma folha de cartolina, mas sói foi descoberto em 2013, na oficina de piano do Teatro Arthur Azevedo, aonde retornou em 2016 para atuar como pianista, compositor e professor de piano no projeto Núcleo Arte-Educação. Em 2014, foi encaminhado a Escola de música do Estado do Maranhão "Lilah Lisboa de Araújo" para estudar com a conceituada pianista Rose Mary Fontoura, com quem concluiu seus estudos de nível técnico. Em busca de aperfeiçoamento, participou de vários festivais nacionais e internacionais de música, obtendo destaque como pianista colaborador e compositor.
Na literatura, firmando-se no gênero poesia. É autor dos livros "O intenso por extenso (2020)" e "Cartas, haicais e outros poemas (2021)", ambos escritos e publicados em versão digital e impressa durante o período da pandemia de Covid  , e "Do outro lado da Margem (2025)", sua primeira publicação em solo internacional e que foi ilustrada pela artista plástica portuguesa Ana Rosado. Apesar de sua linha literária ter como tema central o amor, também possui textos destinado ao público infantil, tendo recebido inúmeros destaques em trabalhos literários solo e coletivos. Sua participação em revistas literárias e jornais também é assídua. 

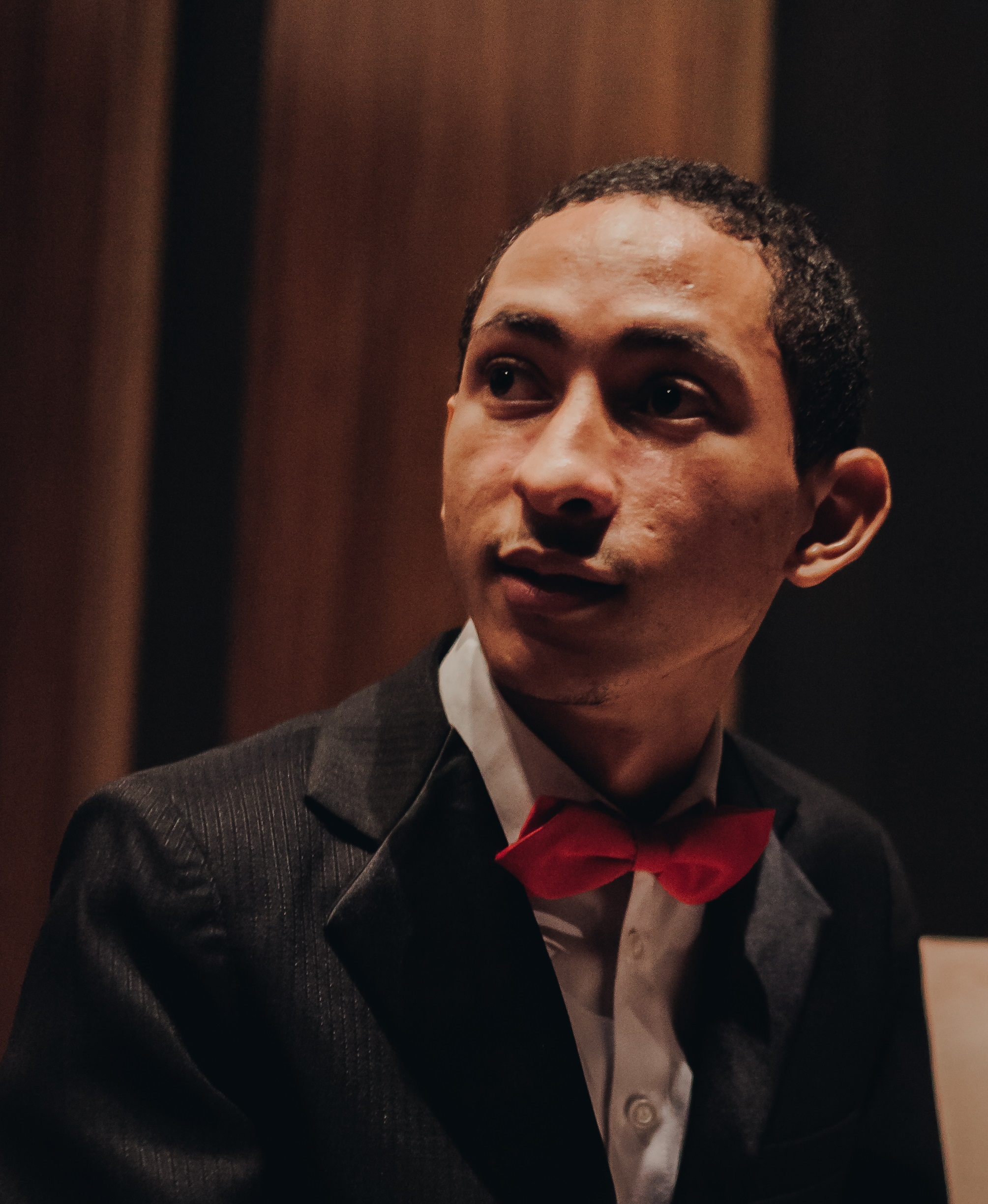
O artista brasileiro Willame Belfort

Ainda na área musical, como compositor, sua produção é voltada para várias formações, tanto instrumental quanto vocal, e algumas delas integra o acervo digital de partituras do SESC PARTITURAS, além de terem sido trilhas sonoras de curta-metragem maranhense. Seu trabalho autoral na música já lhe rendeu destaque e homenagens, sendo constantemente executadas por artistas nacionais e internacionais do cenário mundial da música erudita.
Além de artista e educador, Willame Belfort desempenha um importante papel como produtor cultural. Através dos projetos "Jovens Solistas" e "Concertos Sacros" fomenta a democratização no acesso e difusão da Música de Concerto no Estado do Maranhão, promovendo concertos gratuitos com artistas locais nas comunidades de periferia e zona rural.

## Lista de obras

### Poesia
- Do outro lado da Margem (Editora Lumina, 2025)[39]
- Cartas, haicais e outros poemas; escritos sob a saudade (Edição independente, 2021)
- O intenso por extenso (Edição do autor, 2020)

### Música
- Impressões paulistanas Op. 20
- Romance in D Major, Op. 27 (para violino e piano)
- Canção Triste, Op. 103 Nº1
- Revoada do amor, Op. 103 Nº2
- Desperta amor, Op. 28 Nº3
- Requiem, Op. 86

## Prêmios
- Troféu Personalidade (2022)[40]
- Concurso literário Ecos da palavra (2022)[41]
- Poetas Brasileiros Contemporâneos (2021)
- Prêmio Literário AFEIGRAF (2021)[42]
- Troféu Melhores do Ano, Programa Café com Leane Lago (2021)
- Troféu Inside by Fofa (2020)